# 加尔达渔村
加尔达渔村，是意大利威尼托大区维罗纳省的一个市镇。总面积17.63平方公里，人口9847人，人口密度558.5人/平方公里（2009年）。国家统计（ISTAT）代码为023059。